# Floyd Landis
Floyd Landis (Lancaster, 14 ottobre 1975) è un ex ciclista su strada e mountain biker statunitense.
Professionista dal 1999 al 2010, vinse il Tour de France 2006, successo che successivamente gli fu revocato per doping.

## Carriera

### I primi anni
Nato in una famiglia di religione mennonita divenne campione nazionale junior di mountain bike nel 1993 ed entrò nel ciclismo professionistico nel 1999 vestendo i colori della Mercury. Passò alla US Postal Service nel 2002, facendosi notare come gregario di Lance Armstrong fino al 2004, prima di raggiungere la formazione svizzera Phonak nel 2005. I suoi risultati più importanti tra il 2005 e la prima metà del 2006 sono un nono posto in classifica generale al Tour de France 2005 e la vittoria della Parigi-Nizza 2006 e del Tour of California dello stesso anno.

### Il Tour 2006

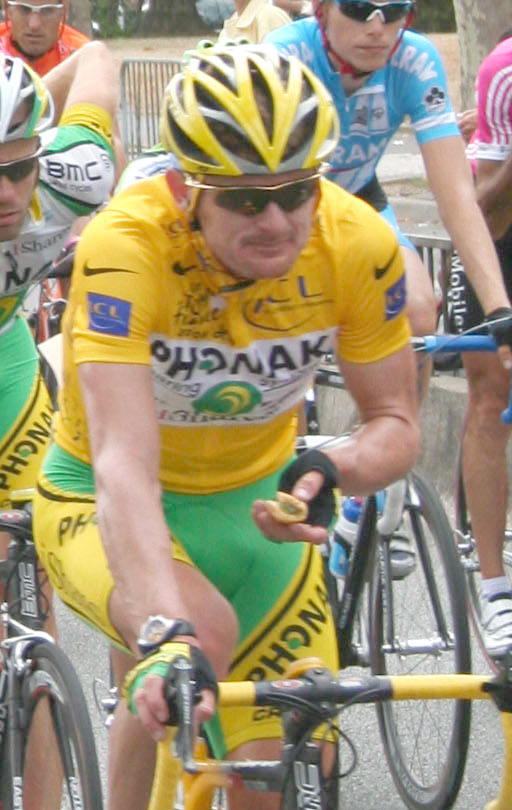
Landis in maglia gialla al Tour de France 2006

Dopo le numerose defezioni al Tour de France 2006 per lo scandalo doping legato all'Operación Puerto, Landis era considerato uno dei favoriti per la vittoria finale. In maglia gialla con 10" di vantaggio su Óscar Pereiro, lo statunitense accusò un crollo nella sedicesima tappa, da Bourg d'Oisans a La Toussuire, terminando a 8'10" dallo spagnolo. Il giorno successivo Landis partì in una fuga solitaria verso Morzine-Avoriaz, e dopo 125 km vinse con 7'08" sul rivale Pereiro (che concluse la tappa in settima posizione). Il suo distacco in classifica generale dallo spagnolo scese a 30" (Landis era terzo poiché Carlos Sastre seguiva in classifica il connazionale Pereiro a 12"). I distacchi rimasero invariati fino alla penultima tappa, una cronometro individuale di 57 km da Le Creusot a Montceau-les-Mines. La frazione fu vinta da Serhij Hončar e Landis staccò di 1'29" Pereiro e di 3'31" Sastre. Il giorno dopo la passerella sugli Champs-Élysées incoronò il quasi trentunenne statunitense, che salì sul podio assieme a Pereiro (secondo a 57") e al tedesco Andreas Klöden (terzo a 1'29").
Il 26 luglio, a pochi giorni dalla chiusura del Tour, il quotidiano danese Ekstra Bladet e l'anti-doping francese annunciarono che un corridore ben posizionato in classifica era stato trovato positivo a un controllo delle urine nella tappa di Morzine. Il giorno successivo fu la Phonak ad annunciare che il corridore in questione era Landis e che le sostanze proibite da lui assunte erano il testosterone e l'epitestosterone. Landis, appresa la notizia, comunicò di aver preso le sostanze per i suoi problemi alla tiroide. Il 5 agosto successe l'inevitabile: l'Unione Ciclistica Internazionale rese noto che anche il secondo campione di urine dell'americano era positivo al testosterone; la maglia gialla gli fu revocata e la vittoria del Tour 2006 fu assegnata a Pereiro.

### Gli anni seguenti
Il 20 settembre 2007 l'Agenzia Antidoping degli Stati Uniti dichiarò definitivamente colpevole il corridore, infliggendogli due anni di squalifica. L'UCI confermò la vittoria del Tour da parte di Pereiro e il 30 giugno 2008 il TAS confermò la positività del corridore americano. Scaduto il periodo di stop, nel 2009 rientrò nel mondo delle corse accasandosi all'OUCH presented by Maxxis, team del circuito continentale americano. A giugno 2007 pubblica un libro, dal titolo Positively False: The Real Story of How I Won the Tour de France, in cui professa la sua innocenza.
Ma, in una e-mail datata 30 aprile 2010 e spedita ai vertici del ciclismo statunitense e mondiale, Landis ammise l'uso di sostanze proibite e raccontò come ai tempi della US Postal Service il direttore Johan Bruyneel lo istruì all'uso di Epo sintetica, steroidi e trasfusioni di sangue per sfuggire ai controlli. A spiegargli come funzionava il processo, aggiunse, era stato il sette volte vincitore del Tour Lance Armstrong. Il texano in una prima fase dichiarò la sua innocenza, sottolineando la mancanza di prove per tali dichiarazioni, per quanto in un secondo momento fu costretto ad ammettere le sue colpe e venne a sua volta privato dei Tour de France vinti. A gennaio 2011 Landis decide di ritirarsi dalla carriera agonistica.

## Palmarès
- 2000

Classifica generale Tour du Poitou-Charentes et de la Vienne
1ª tappa Tour de Langkawi
- 2001

Boulevard Road Race
- 2004

5ª tappa Volta ao Algarve
Classifica generale Volta ao Algarve
- 2005

3ª tappa Tour de Georgia
- 2006

3ª tappa Tour of California
Classifica generale Tour of California
Classifica generale Parigi-Nizza
3ª tappa Tour de Georgia
Classifica generale Tour de Georgia
17ª tappa Tour de France
Classifica generale Tour de France

## Piazzamenti

### Grandi Giri
- Tour de France

2002: 61º
2003: 77º
2004: 23º
2005: 9º
2006: vincitore (revocato)
- Vuelta a España

2003: 76º
2004: ritirato (18ª tappa)
2005: ritirato (6ª tappa)

### Classiche monumento
- Milano-Sanremo

2001: 160º
- Liegi-Bastogne-Liegi

2004: 19º

### Competizioni mondiali
- Campionati del mondo

Verona 1999 - In linea Elite: 19º
Hamilton 2003 - In linea Elite: 60º